# Municipio de Cedar Grove (Nueva Jersey)
El municipio de Cedar Grove (en inglés: Cedar Grove Township) es un municipio ubicado en el condado de Essex en el estado estadounidense de Nueva Jersey. En el año 2010 tenía una población de 12.411 habitantes y una densidad poblacional de 1.098,32 personas por km².

## Significado del nombre
Cedar Grove quiere decir Cedral, es decir, Monte o Bosquecillo de Cedros.

## Geografía
El municipio de Cedar Grove se encuentra ubicado en las coordenadas 40°51′21″N 74°13′44″O / 40.85583, -74.22889.

## Demografía
Según la Oficina del Censo en 2000 los ingresos medios por hogar en el municipio eran de $78,863 y los ingresos medios por familia eran $94,475. Los hombres tenían unos ingresos medios de $66,197 frente a los $40,582 para las mujeres. La renta per cápita para la localidad era de $36,558. Alrededor del 2% de la población estaba por debajo del umbral de pobreza.